# ドン・ソビエト共和国

ドン・ソビエト共和国
Донская Советская Республика

左部緑色の領域

ドン・ソビエト共和国（ドン・ソビエトきょうわこく、ロシア語: Донская Советская Республика）は、1918年3月23日から5月8日にかけてドン軍管州に存在した、ロシア社会主義連邦ソビエト共和国の構成国家である。
1917年から翌1918年にかけての同地におけるアレクセイ・カレージン軍の敗北に伴い、1918年1月にカメンスカヤ駅コサック戦線大会で発足したドン・コサック軍事革命委員会により、ドイツ帝国軍とクラーク暴動の脅威に対処することを目的として、同年3月23日にロストフ・ナ・ドヌを首都として建国が宣言された。人民委員会議議長にはボリシェヴィキからフョードル・ポッチョールコフが、統治人民委員には ミハイル・クリヴォシュルィコフ (ru) が就任し、4月に第1回労働者・コサック代表ソビエト大会が選出したボリシェヴィキと社会革命党左派による中央執行委員会の議長にはV・S・コヴァリョーフが就いた。
政権は労働者の管理や企業の国有化などを実施したが、3月下旬から4月上旬にはすでに各地で反ボリシェヴィキ暴動が発生するようになり、4月16日に政府の全権は南ロシア非常委員セルゴ・オルジョニキゼが率いる非常防衛参謀部に移された。セミョーン・ブジョーンヌィー、クリメント・ヴォロシーロフ、ボリス・ドゥメンコ、ルドリフ・シヴェルス、イオナ・ヤキールらが指揮する軍がウクライナ人民共和国軍、ドイツ軍、白軍コサック軍と戦ったが、反革命軍は同月23日から24日にかけてドン共和国内に侵入。チェルトコヴォを占領し、ロストフ・ナ・ドヌ＝モスクワ間の鉄道を遮断した。翌5月1日にドイツ軍はタガンログを占領したが、4日から5日にかけてのミハイル・ドロズドフスキー軍によるロストフ・ナ・ドヌ攻略は退けられた。しかし、8日にドイツ軍と白軍コサック軍がロストフ・ナ・ドヌを占領し、ドン・ソビエト共和国は実質的に消滅した。
その後もドン・ソビエト共和国政府はツァリーツィン、次いでヴェリコクニャジェスカヤへと移転して活動を続けたが、9月30日に全ロシア中央執行委員会により正式に廃止された。